# 大宮市警察
大宮市警察（おおみやしけいさつ）はかつて存在した埼玉県大宮市（現さいたま市）の自治体警察。

## 概要
旧警察法の施行で、従来の埼玉県警察部が解体され、1948年（昭和23年）3月7日に大宮市警察署が設置された。それから3年後の1951年（昭和26年）7月に大宮市警察本部と改称した。
その後、1954年（昭和29年）に、旧警察法が全面改正される形で新警察法が公布された。これにより国家地方警察と自治体警察が廃止され、新たに都道府県警察として埼玉県警察本部が発足。大宮市警察も埼玉県警察に統合され、姿を消した。

## 警察署
1950年（昭和25年）時点
- 大宮警察署
- 西警察署